# Bufo ailaoanus
Bufo ailaoanus är en groddjursart som beskrevs av Zhi-Tong Kou 1984. Bufo ailaoanus ingår i släktet Bufo och familjen paddor. IUCN kategoriserar arten globalt som otillräckligt studerad. Inga underarter finns listade.